# Giannis D
Die Giannis D war ein unter der Flagge Griechenlands fahrender Massengutfrachter, der am 19. April 1983 im Roten Meer, bei Abu Nuhas vor der Küste Ägyptens auf ein Riff lief und sank. Das Schiff ist heute ein beliebtes Tauchziel, das gut von Hurghada und el-Guna mit dem Boot erreicht werden kann.

## Angaben zum Schiff
Das 99,5 Meter lange und 16 Meter breite Schiff lief im September 1969 bei der Werft Kuryshima Dock Company in Imabari, Japan, als Shoyo Maru vom Stapel. Für den Vortrieb sorgte eine sechs Zylinder Maschine der Firma Akasaka Tekkosho KK Yaizu, Japan, mit 2.200 KW. Das Schiff hatte zwei Laderäume und drei Ladekräne. Im Jahr 1975 wurde es an eine Griechische Reederei verkauft und fuhr unter dem Namen Markos. Im Jahr 1980 wurde es an die Dumarc Shipping and Trading Corporation mit Sitz in Piräus, Griechenland, weiterverkauft und in Giannis D umbenannt, wobei das D für den Namen der Reederei steht. Das D ist immer noch am Schornstein zu erkennen.

## Schiffsunfall im April 1983
Das Schiff verunglückte am 19. April 1983 am Riff Abu Nuhas im Roten Meer, vor der ägyptischen Küste nahe Hurghada im Gouvernement al-Bahr al-ahmar. Es befand sich auf der Fahrt von Rijeka im heutigen Kroatien über Dschidda in Saudi-Arabien nach al-Hudaida im Jemen mit einer Ladung Holz an Bord. Am 19. April 1983 befand sich das Schiff vom Sueskanal kommend in der Straße von Gubal, einer ziemlich schmalen Fahrrinne vor dem Erreichen der offenen Gewässer des Roten Meeres. Durch einen Navigationsfehler kam es vom geplanten Kurs ab und rammte mit voller Fahrt das Riff Abu Nuhas. Das Schiff blieb schwer beschädigt auf dem Riffdach liegen, die Besatzung konnte sich auf die nahe gelegene Insel Shadwan retten. Das Wrack wurde mit Leinen am Riff befestigt und zum Teil abgeborgen, bis es schließlich in einem Sturm auseinanderbrach und versank. Heute liegt es an der nordwestlichen Ecke des Riffs in etwa 25 Meter Wassertiefe auf Position 27° 34′ 42″ N, 33° 55′ 24″ O.

## Tauchgebiet
Die Giannis D liegt in drei Teile zerbrochen direkt am Riff von Abu Nuhas in einer Tiefe zwischen 5 und 24 Metern. Der Bug und das Heck sind relativ gut erhalten, während das Mittelteil völlig zerstört ist. Das Schiff ist mäßig stark bewachsen und für Taucher gut zugänglich. Auch einige der Innenräume (Brücke und Maschinenraum) sind gut erreichbar. Markante Punkte des Wracks sind das, in einem Winkel von etwa 45° auf der Backbordseite liegende Heck mit Propeller, Ruder und der relativ intakten, aber völlig leeren Brücke. Der Bug befindet sich unmittelbar am Riff. Gut erhalten ist hier insbesondere der Bugmast und die Ankerwinde. Das Bugteil liegt ebenfalls auf der Backbordseite. Das Wrack ist mit Hart- und Weichkorallen bewachsen und bietet vielen Rifffischen einen Lebensraum. In unmittelbarer Nähe befinden sich weitere Wracks am Riff, von denen sich einige allerdings in größeren Wassertiefen befinden. Die Chrisoula K liegt etwa 400 Meter von der Giannis D entfernt und ist ebenfalls gut zu betauchen.

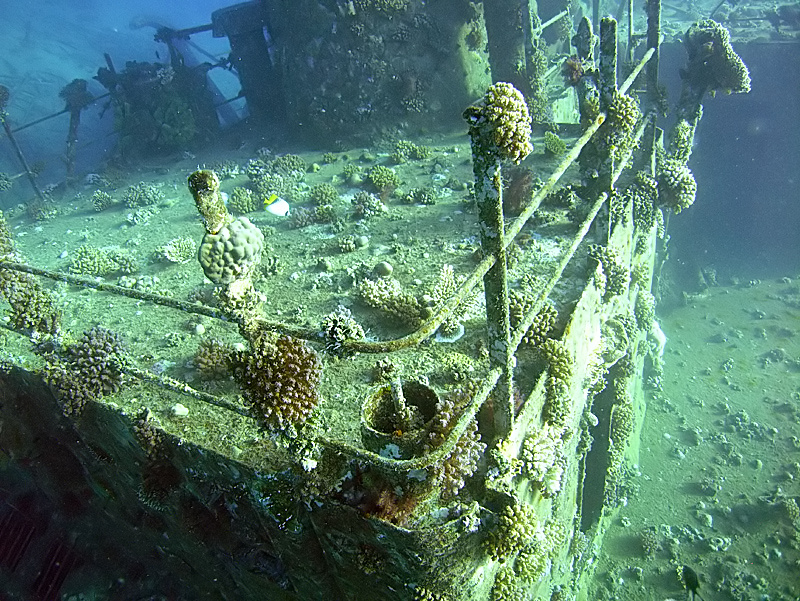
Bug der Giannis D
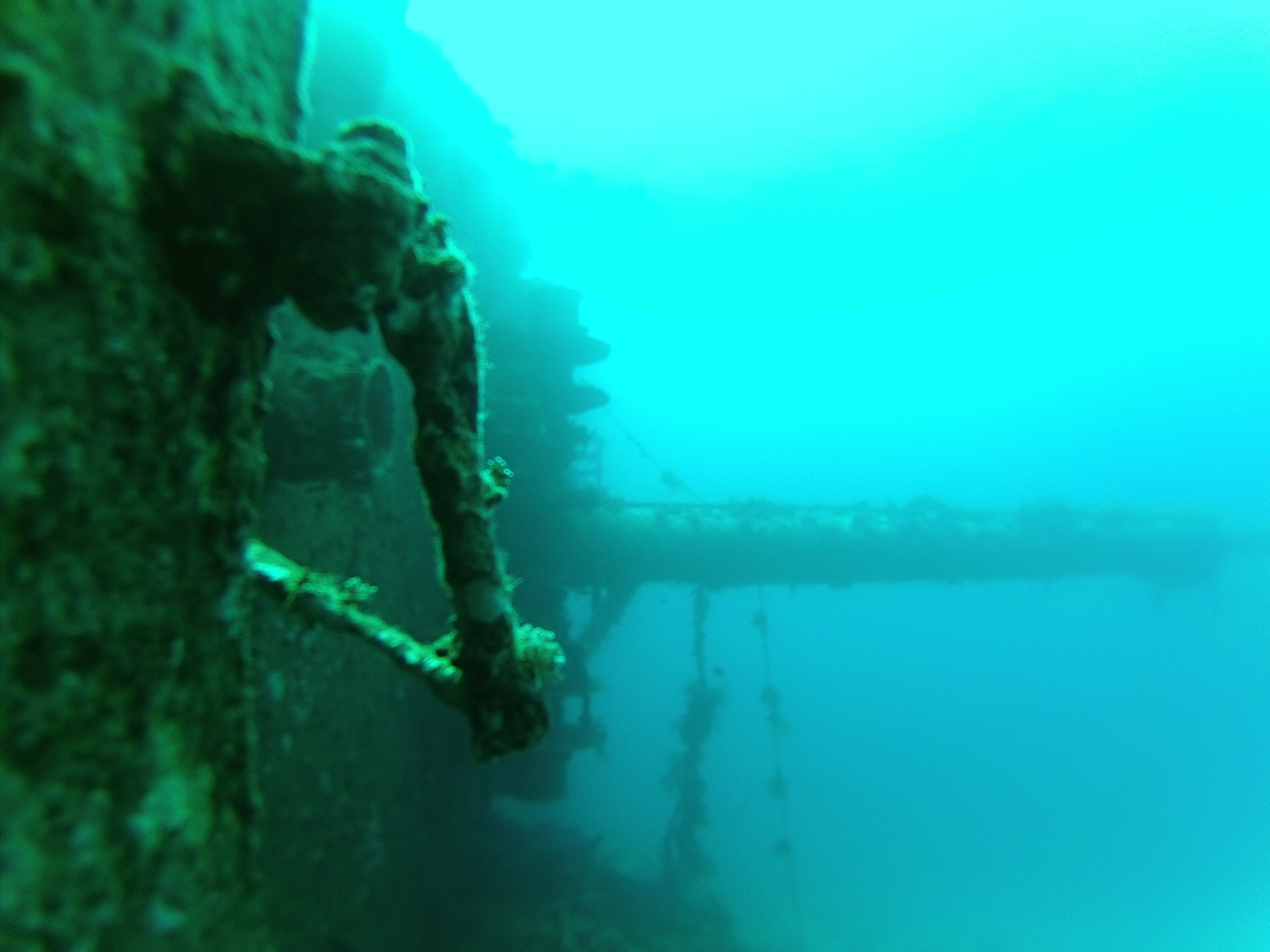
Deck mit Ladekran im Hintergrund
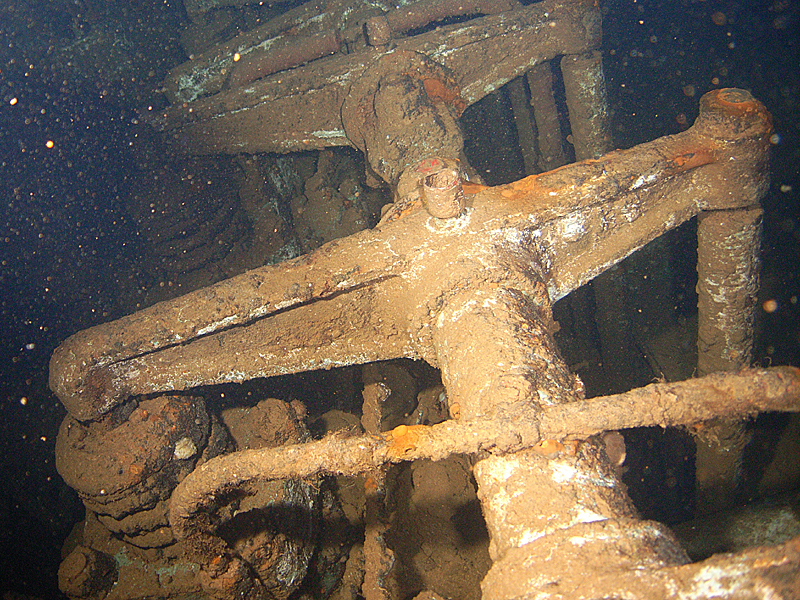
Teil der Maschine (Kipphebelwelle)